# Hamanumida daedalus
Hamanumida es un género monotípico de  Lepidoptera, de la familia Nymphalidae, subfamilia Limenitidinae, tribu Adoliadini, cuenta con 1 especie reconocidas científicamente Hamanumida daedalus ((Fabricius, 1775).

## Sinónimos
- Papilio daedalus Fabricius, 1775
- Papilio meleagris Cramer, [1775]

## Localización
Esta especie biológica, se encuentran distribuidas en la Ecozona afrotropical. 